# Norman Taurog
Norman Rae Taurog (23. února 1899 – 7. dubna 1981) byl americký režisér a scenárista. Mezi jeho nejznámější filmy patří The Broadway of melody 1940 (1940) s Fredem Astairem a série filmů s Elvisem Presleyem ( např. Stalo se na světové výstavě, Elvis Presley: Blue Hawai a další). Za film Skippy (1931) získal Oscara za nejlepší režii. Byl jedním z nejmladších režisérů, který obdržel toto ocenění. V roce 1939 se podílel společně s Georgem Cukorem, Victorem Flemingem, Kingem Vidorem a Mervynem LeRoyem na slavném snímku Čaroděj ze země Oz.